# Edmund Casimir Szoka
Edmund Casimir Szoka, ameriški škof in kardinal, * 14. september 1927, Grand Rapids, Michigan, Združene države Amerike, † 20. avgust 2014, Novi, Michigan, ZDA.

## Življenjepis
5. junija 1954 je prejel duhovniško posvečenje.
11. junija 1971 je bil imenovan za škofa Gaylorda in 20. julija istega leta je prejel škofovsko posvečenje.
28. marca 1981 je bil imenovan za nadškofa Detroita in 17. maja istega leta je bil ustoličen.
28. junija 1988 je bil povzdignjen v kardinala in imenovan za kardinal-duhovnika Ss. Andrea e Gregorio al Monte Celio.
28. aprila 1990 je postal predsednik Prefekture za ekonomske zadeve Svetega sedeža.
15. oktobra 1997 je bil imenovan za predsednika Guvernata Vatikana in 22. februarja 2001 za predsednika papeške komisije za zadeve mestne države Vatikan; z obeh položajev se je upokojil 15. septembra 2006.